# Klaus Gamber
Klaus Gamber (23 de abril de 1919 – 2 de junho de 1989) foi um liturgista católico alemão.
Gamber nasceu em Ludwigshafen am Rhein em 1919. Ele foi o autor de Die Reform der römischen Liturgie, que foi posteriormente traduzido para o inglês e publicado como The Reform of the Roman Liturgy: Its Problems and Background. Ele foi um dos principais críticos intelectuais das reformas litúrgicas trazidas sob o papado de Paulo VI. Seu trabalho crítico foi elogiado pelo Cardeal Joseph Ratzinger (o futuro Papa Bento XVI), e ele é creditado como uma das inspirações acadêmicas por trás do motu proprio Summorum Pontificum, permitindo um uso mais amplo do Missal Romano de 1962.
Gamber morreu em Regensburg em 1989.